# Championnat Fédéral Nationale
El Campeonato Nacional Federal (conocida como Championnat Fédéral Nationale por su nombre en francés) es la tercera categoría profesional de clubes de rugby de Francia. Iniciada en 2020, es una competición organizada por la Federación Francesa de Rugby.
El torneo entrega dos plazas, al campeón y subcampeón, para el torneo Pro D2.

## Formato
El torneo está conformado por 14 equipos que se enfrentan en un formato de todos contra todos en formato de ida y vuelta.
El ganador de la final obtiene el ascenso automático a la Pro D2 de la siguiente temporada, si cumple con los requisitos financieros para hacerlo, y el subcampeón disputa un partido de acceso contra el penúltimo clasificado de la Pro D2. El último clasificado desciende directamente a Nationale 2, mientras el 13º clasificado disputa un partido contra el subcampeón de Nationale 2 por la permanencia en la competición.

## Equipos actuales
| Club                             | Ciudad           | Estadio                        | Capacidad |
| -------------------------------- | ---------------- | ------------------------------ | --------- |
| SC Albi                          | Albi             | Stadium Municipal d´Albi       | 13,580    |
| US Bresane                       | Bourg-en-Bresse  | Stade Mercel-Verchère          | 11,400    |
| CS Bourgoin-Jallieu              | Bourgoin-Jallieu | Stade Pierre Rajon             | 9,441     |
| US Carcassonne                   | Carcassonne      | Stade Albert Domec             | 10,000    |
| Stade Olympique Chambérien Rugby | Chambéry         | Chambéry Savoie Stadium        | 6,785     |
| RC Hyeres Carqueiranne La Crau   | Hyères           | Stade André-Véran              | 3,000     |
| Stade Langonnais                 | Langon           | Stade Comberlin                | 2,500     |
| Olympique Marcquois Rugby        | Marcq-en-Barœul  | Stadium Lille Metropole        | 18,154    |
| RC Massy                         | Massy            | Stade Jules-Ladoumègue         | 3,200     |
| RC Narbonne Méditerannée         | Narbona          | Parc des Sports Et de l'Amitié | 12,000    |
| CA Périgueux Dordogne            | Périgueux        | Stade Francis-Rongiéras        | 10,000    |
| Rouen Normandie Rugby            | Ruan             | Stade Robert Diochon           | 8,300     |
| RC Suresnes Hauts-de-Seine       | Suresnes         | Stade Jean-Moulin              | ----      |
| Stado Tarbes Pyrénées Rugby      | Tarbes           | Stade Maurice Trélut           | 16,400    |

## Campeonatos
| Edición | Temporada | Campeón                 | Subcampeón                   |              |
| ------- | --------- | ----------------------- | ---------------------------- | ------------ |
| I       | 2020-21   | Union Sportive Bressane | Racing Club Narbonnais       |              |
| II      | 2021-22   | RC Massy                | Soyaux Angoulême XV Charente |              |
| III     | 2022-23   | Valence Romans          | Union Sportive Dacquoise     |              |
| IV      | 2023-24   | Stade Niçois rugby      | Racing Club Narbonnais       |              |
| V       | 2024-25   | Carcassonne             | Chambéry                     |              |
| VI      | 2025-26   | A disputarse            | A disputarse                 | A disputarse |